# Campionati europei di ciclismo su strada 2010
I Campionati europei di ciclismo su strada 2010 sono stati disputati ad Ankara, in Turchia, tra il 15 e il 18 luglio 2010.

## Eventi

### Cronometro individuali
Giovedì 15 luglio
- 12:00 Donne Under 23, 25,900 km
- 15:00 Uomini Juniors, 25,900 km

Venerdì 16 luglio
- 12:00 Donne Juniors, 13,500 km
- 15:00 Uomini Under-23, 25,900 km

### Corse in linea
Sabato 17 luglio
- 10:00 Uomini Juniors, 148,500 km
- 14:30 Donne Under-23, 121,500 km

Domenica 18 luglio
- 10:00 Donne Juniors, 81,000 km
- 14:00 Uomini Under-23, 189,000 km

## Medagliere
| Pos.   | Nazione     | Oro | Argento | Bronzo | Totale |
| ------ | ----------- | --- | ------- | ------ | ------ |
| 1      | Russia      | 2   | 0       | 0      | 2      |
| 2      | Ucraina     | 1   | 1       | 1      | 3      |
| 3      | Italia      | 1   | 0       | 1      | 2      |
| 4      | Regno Unito | 1   | 0       | 0      | 1      |
| 4      | Slovenia    | 1   | 0       | 0      | 1      |
| 4      | Paesi Bassi | 1   | 0       | 0      | 1      |
| 4      | Polonia     | 1   | 0       | 0      | 1      |
| 8      | Francia     | 0   | 5       | 2      | 7      |
| 9      | Portogallo  | 0   | 1       | 2      | 3      |
| 10     | Svezia      | 0   | 1       | 0      | 1      |
| 11     | Lituania    | 0   | 0       | 2      | 1      |
| Totale | Totale      | 8   | 8       | 8      | 24     |

## Sommario degli eventi
| Eventi                 | Oro                          | Tempo                      | Argento                        | Tempo | Bronzo                     | Tempo   |
| Uomini Under-23        |                              |                            |                                |       |                            |         |
| Gara in linea dettagli | Paweł Gawroński Polonia      | 4h03'08" Media 43,309 km/h | Nélson Oliveira Portogallo     | a 1"  | Arnaud Démare Francia      | a 3"    |
| Cronometro dettagli    | Alex Dowsett Regno Unito     | 31'08" Media 49,914 km/h   | Geoffrey Soupe Francia         | a 14" | Nélson Oliveira Portogallo | a 18"   |
| Uomini Juniors         |                              |                            |                                |       |                            |         |
| Gara in linea dettagli | Blaz Bogataj Slovenia        | 3h10'59" Media 46,810 km/h | Bryan Coquard Francia          | s.t.  | Rafael Reis Portogallo     | s.t.    |
| Cronometro dettagli    | Kirill Yatsevich Russia      | 32'08" Media 48,360 km/h   | Emilien Viennet Francia        | a 4"  | Marlen Zmorka Ucraina      | a 35"   |
| Donne Under-23         |                              |                            |                                |       |                            |         |
| Gara in linea dettagli | Noortje Tabak Paesi Bassi    | 3h08'21" Media 38,704 km/h | Lesia Kalitovska Ucraina       | s.t.  | Ausrine Trebaite Lituania  | a 1"    |
| Cronometro dettagli    | Aleksandra Burčenkova Russia | 34'37" Media 44,891 km/h   | Emilia Fahlin Svezia           | a 11" | Katazina Sosna Lituania    | a 52"   |
| Donne Juniors          |                              |                            |                                |       |                            |         |
| Gara in linea dettagli | Anna Trevisi Italia          | 2h05'31" Media 38,719 km/h | Pauline Ferrand-Prévot Francia | s.t.  | Rossella Ratto Italia      | a 2"    |
| Cronometro dettagli    | Anna Solovey Ucraina         | 17'42" Media 45,763 km/h   | Pauline Ferrand-Prévot Francia | a 36" | Alexia Muffat Francia      | a 1'15" |